# 流星物質
流星物質（りゅうせいぶっしつ、meteoroid）または流星体は、地球の大気圏で流星現象を引き起こす原因となる物質である。2017年4月30日に国際天文学連合 (IAU) の流星・隕石・惑星間塵委員会が承認した定義では、直径がおよそ30μmから1mの固体かつ天然の物質で、惑星間空間を移動したり惑星間空間から飛来したりするものとされている。

## 概要
流星物質が地球大気に突入すると、衝撃波による加熱のため高温となり、部分的に、あるいは完全に気化し、さらに一部は電離してプラズマとなる。流星物質の軌跡に沿った部分の大気も同様に高温となり、電離してプラズマとなる。これらプラズマ物質が再結合する際に発光し、これが流星と呼ばれる。
典型的な流星は、明るさが2等級程度で、地上約100 kmの大気中で発光する。このことから、流星の絶対的な光度は100 W 程度であることが分かる。これは自動車のヘッドライト程度の明るさに相当する。また、地上の複数の観測地点から同一の流星を同時観測したデータから、流星の対地速度は10 - 70 km/sと見積もられている。このことから、流星物質は直径数cm以下で、氷または岩石程度の密度を持ち、数g以下の質量を持つ物質であると考えられている。また一般に暗い流星ほど多く出現することから、小さな流星物質ほど数が多いと考えられる。
流星物質が直接採取された例はこれまでないが、候補物質は採取されている。流星物質の放出源の一つと考えられているのが彗星であるが、2004年に彗星探査機スターダストが彗星の塵を採取し、2006年に地球へ持ち帰った。しかし、これを惑星間塵となる物質と言うことはできても、流星になる以前の流星物質であると断言することはできない。
なお、「流星物質の一部が蒸発しないまま地上に落下したものを隕石と呼ぶ」という記述がしばしば見られるが、流星物質と隕石の起源が必ずしも同じとは言えないので、このような記述は避ける方が賢明であろう（隕石参照）。

## 流星物質の起源
流星物質の多くは過去に彗星から放出された塵であると考えられるが、小惑星起源のものもあるらしい。塵は母天体の軌道付近に帯状に分布し、軌道運動を行なっている。この塵の帯をダストトレイルと呼ぶ。ダストトレイルが地球の公転軌道と交差する場合には、多くの流星物質が地球大気に突入して流星群が見られることになる。
母天体から放出されてからかなり時間が経った塵は次第に拡散して黄道面上に広く分布するようになる。こういった古い塵は惑星間塵として黄道光の原因となる。このような塵が地球大気に突入すると散在流星として観測される。